# Phạm Văn Huyến
Phạm Văn Huyến (1905 – ?) là bác sĩ thú y và chính khách người Việt Nam, từng giữ chức Tổng Ủy trưởng Di cư Tỵ nạn và Tổng trưởng Bộ Lao động và Xã hội Quốc gia Việt Nam, rồi về sau tham gia phong trào đối lập với chính quyền thời Việt Nam Cộng hòa.

## Tiểu sử
Phạm Văn Huyến tốt nghiệp Trường Thú y Quốc gia Alfort ở Pháp, ông được xem là vị bác sĩ thú y chuyên nghiệp đầu tiên của Việt Nam thời Pháp thuộc, và góp phần xuất bản nhiều đầu sách kỹ thuật về nghề thú y.
Mới đầu ông sống tại khu vực do Việt Minh kiểm soát trong suốt 5 năm liền, rồi sau về vùng do chính phủ Quốc gia Việt Nam kiểm soát. Năm 1948, Hồ Chí Minh đã trao tặng Huân chương Quốc gia cho ông nhằm ghi nhận những đóng góp xuất sắc dành cho nhân dân. Từ tháng 1 đến tháng 6 năm 1954, ông giữ chức Tổng trưởng Bộ Lao động và Xã hội Quốc gia Việt Nam dưới thời Nội các Bửu Lộc.:140-141,148
Năm 1954, với việc phát động Chiến dịch Con đường đến Tự do, một lượng lớn người nhập cư vào miền Nam Việt Nam mỗi ngày đã gây ra nhiều vấn đề cấp bách cho cho chính phủ Quốc gia Việt Nam, và chính phủ bèn cho lập Phủ Tổng ủy Di cư Tỵ nạn để chịu trách nhiệm về vấn đề nhập cư.:77 Tháng 12 năm 1954, bác sĩ Ngô Ngọc Đối từ chức và Phạm Văn Huyến lên làm Tổng Ủy trưởng Di cư Tỵ nạn.:159 Tháng 5 năm 1955, ông đệ đơn từ chức.:176 Sau đó ông lui về sống đời bình thường và chuyên tâm vào ngành thú y. 
Dưới thời Việt Nam Cộng hòa, ông từng tham gia vào hai tổ chức thân cộng sản là Phong trào Dân tộc Tự quyết và Phong trào Tranh đấu Bảo vệ Hòa bình và Hạnh phúc Dân tộc. Không bao lâu, cả hai phong trào này đều bị chính quyền Việt Nam Cộng hòa ngăn cấm và đàn áp. Thủ tướng Phan Huy Quát đã cách chức 300 công chức tham gia Phong trào Tranh đấu Bảo vệ Hoà bình và Hạnh phúc Dân tộc, và bắt giữ gần 100 người, trong đó có ông, nhà báo Cao Minh Chiếm (bút danh Phi Bằng) và giáo sư Tôn Thất Dương Kỵ. Do ba ông là người miền Bắc và miền Trung nên chính phủ mới giao lại cho chính quyền Vùng I chiến thuật do tướng Nguyễn Chánh Thi cầm đầu tìm cách giải quyết. Ngày 19 tháng 3 năm 1965, tướng Nguyễn Chánh Thi cho tổ chức buổi lễ trục xuất cả ba người này ra miền Bắc.
Về phần Phạm Văn Huyến sau khi bị trục xuất bèn tìm đường sang Pháp để nghiên cứu y học. Ông chọn định cư tại nước Pháp sinh sống cho đến cuối đời, không rõ là mất vào năm nào. 

## Gia đình
- Phạm Văn Huyến có cô con gái tên Phạm Thị Thanh Vân, thường gọi là Bà Ngô Bá Thành, là tiến sĩ luật, luật sư, chính khách, người phản chiến và nhà hoạt động vì quyền của phụ nữ. Trong chiến tranh Việt Nam, bà là một trong những nhân vật quan trọng thuộc “Lực lượng thứ Ba” của miền Nam Việt Nam sau khi thống nhất hai miền Nam Bắc vào năm 1976, bà trở thành một trong số ít đảng viên không phải là Đảng viên Đảng Cộng sản Việt Nam được bầu vào Quốc hội Việt Nam.[7]